# Coupe d'Angleterre de football 1879-1880
Navigation
Coupe d'Angleterre 1878-1879 Coupe d'Angleterre 1880-1881
La Coupe d'Angleterre de football 1879-1880 est la 9e édition de la Coupe d'Angleterre de football.
Le Clapham Rovers Football Club remporte sa première Coupe d'Angleterre de football au détriment du Oxford University Association Football Club sur le score de 1-0 au cours d'une finale jouée dans l'enceinte du stade de Kennington Oval à Londres.

## Premier tour
| Club à domicile          | Score   | Club à l'extérieur       | Date              |
| ------------------------ | ------- | ------------------------ | ----------------- |
| Finchley                 | 1-2     | Old Harrovians FC        | 8 novembre 1879   |
| Sheffield FC             | forfait | Queen's Park FC          |                   |
| Royal Engineers AFC      | 2-0     | Cambridge University AFC | 13 novembre 1879  |
| Maidenhead United FC     | 3-1     | Calthorpe                | 25 octobre 1879   |
| Clapham Rovers FC        | 7-0     | Romford FC               | 8 novembre 1879   |
| South Norwood FC         | 4-2     | Brentwood Town FC        | 1er novembre 1879 |
| Oxford University AFC    | 1-1     | Marlow FC                | 6 novembre 1879   |
| Marlow FC                | 0-1     | Oxford University AFC    | 10 novembre 1879  |
| Old Etonians FC          | forfait | Barnes FC                |                   |
| Pilgrims                 | 5-2     | Clarence                 | 1er novembre 1879 |
| Hertfordshire Rangers FC | 2-1     | Minerva                  | 15 novembre 1879  |
| Rochester                | 0-6     | Wanderers FC             | 15 novembre 1879  |
| Gresham                  | 3-0     | Kildare                  | 1er novembre 1879 |
| Remnants                 | 1-1     | Upton Park FC            | 15 novembre 1879  |
| Upton Park FC            | 5-2     | Remnants                 | 25 novembre 1879  |
| Hendon FC                | 1-1     | Old Foresters            | 9 novembre 1879   |
| Old Foresters            | 2-2     | Hendon FC                | 15 novembre 1879  |
| Nottingham Forest        | 4-0     | Nottingham County        | 8 novembre 1879   |
| Eagley FC                | 0-1     | Darwen FC                | 1er novembre 1879 |
| Grey Friars              | 2-1     | Hanover United           | 8 novembre 1879   |
| Henley Town FC           | Forfait | Reading FC               |                   |
| West End                 | forfait | Swifts FC                |                   |
| Blackburn Rovers         | 5-1     | Tyne Association         | 1er novembre 1879 |
| Hotspur                  | 1-1     | Argonauts                | 8 novembre 1879   |
| Argonauts                | 0-1     | Hotspur                  | 15 novembre 1879  |
| Mosquitos                | 3-1     | St Peter's Institute     | 1er novembre 1879 |
| Aston Villa              | Exempt  |                          |                   |
| Stafford Road FC         | 2-0     | Wednesbury Strollers FC  | 8 novembre 1879   |
| Turton FC                | 7-0     | Brigg Town FC            | 1er novembre 1879 |
| Sheffield Providence     | Exempt  |                          |                   |
| Birmingham               | Forfait | Panthers                 |                   |
| Acton                    | 0-4     | Old Carthusians FC       | 8 novembre 1879   |

## Second tour
| Club à domicile       | Score   | Club à l'extérieur       | Date             |
| --------------------- | ------- | ------------------------ | ---------------- |
| Sheffield FC          | 3-3     | Sheffield Providence     | 15 décembre 1879 |
| Sheffield FC          | 3-0     | Sheffield Providence     | 29 décembre 1879 |
| Royal Engineers AFC   | 4-1     | Upton Park FC            | 23 décembre 1879 |
| Clapham Rovers FC     | 4-1     | South Norwood FC         | 20 décembre 1879 |
| Wanderers FC          | 1-0     | Old Carthusians FC       | 10 janvier 1880  |
| Oxford University AFC | 6-0     | Birmingham               | 19 janvier 1880  |
| Old Etonians FC       | Exempt  |                          |                  |
| pilgrims              | Forfait | Hertfordshire Rangers FC |                  |
| Old Harrovians FC     | exempt  |                          |                  |
| Hendon FC             | 7-1     | Mosquitos                | 20 décembre 1879 |
| Grey Friars           | 9-0     | Gresham FC               | 20 décembre 1879 |
| Henley                | 1-3     | Maidenhead FC            | 23 novembre 1879 |
| West End              | 1-0     | Hotspur                  | 13 décembre 1879 |
| Blackburn Rovers      | 3-1     | Darwen FC                | 6 décembre 1879  |
| Stafford Road FC      | 1-1     | Aston Villa              | 13 décembre 1879 |
| Aston Villa           | 3-1     | Stafford Road FC         | 23 janvier 1880  |
| Turton FC             | 0-6     | Nottingham Forest        | 13 décembre 1879 |

## Troisième tour
| Club à domicile       | Score   | Club à l'extérieur | Date            |
| --------------------- | ------- | ------------------ | --------------- |
| Sheffield FC          | Exempt  |                    |                 |
| Royal Engineers AFC   | 2-0     | Old Harrovians FC  | 4 février 1880  |
| Maidenhead FC         | Exempt  |                    |                 |
| Clapham Rovers FC     | 7-0     | Pilgrims           | 17 janvier 1880 |
| Oxford University AFC | Forfait | Aston Villa        |                 |
| Old Etonians FC       | 3-1     | Wanderers FC       | 24 janvier 1880 |
| Hendon FC             | Exempt  |                    |                 |
| Nottingham Forest     | 6-0     | Blackburn Rovers   | 31 janvier 1880 |
| Grey Friars           | Exempt  |                    |                 |
| West End              | Exempt  |                    |                 |

## Quatrième tour
| Club à domicile     | Score | Club à l'extérieur         | Date            |
| ------------------- | ----- | -------------------------- | --------------- |
| Royal Engineers AFC | 1-0   | Grey Friars                | 18 février 1880 |
| Maidenhead FC       | 0-1   | Oxford University AFC      | 14 février 1880 |
| Clapham Rovers FC   | 2-0   | Hendon FC                  | 14 février 1880 |
| Old Etonians FC     | 5-1   | West End                   | 7 février 1880  |
| Nottingham Forest   | 2-2   | Sheffield FC (disqualifié) | 19 février 1880 |

## Quarts de finale
| Club à domicile       | Score  | Club à l'extérieur  | Date            |
| --------------------- | ------ | ------------------- | --------------- |
| Clapham Rovers FC     | 1-0    | Old Etonians FC     | 21 février 1880 |
| Oxford University AFC | 1-1    | Royal Engineers AFC | 5 mars 1880     |
| Oxford University AFC | 1-0    | Royal Engineers AFC | 15 mars 1880    |
| Nottingham Forest     | Exempt |                     |                 |

## Demi-finales
| Club à domicile       | Score  | Club à l'extérieur | Date         |
| --------------------- | ------ | ------------------ | ------------ |
| Clapham Rovers FC     | Exempt |                    |              |
| Oxford University AFC | 1-0    | Nottingham Forest  | 27 mars 1880 |

## Finale
| Titulaires : |  |
| |  |
| Reginald Birkett Robert Ogilvie Edgar Field Vincent Weston Norman Bailey Arthur J Stanley Harold Brougham Francis Sparks Felix Barry Edward Ram Clopton Lloyd-Jones |  |

| Titulaires : |  |
| |  |
| Percival Parr Claude Wilson Charles James Stuart King Francis Phillips Bertram Rogers Reginald Heygate George B Childs John Eyre Francis Crowdy Evelyn Harry Hill John Lubbock |  |

| Titulaires : |  |
| |  |
| Reginald Birkett Robert Ogilvie Edgar Field Vincent Weston Norman Bailey Arthur J Stanley Harold Brougham Francis Sparks Felix Barry Edward Ram Clopton Lloyd-Jones |  |

| Titulaires : |  |
| |  |
| Percival Parr Claude Wilson Charles James Stuart King Francis Phillips Bertram Rogers Reginald Heygate George B Childs John Eyre Francis Crowdy Evelyn Harry Hill John Lubbock |  |